# Forêt d'Eu
La forêt d'Eu est une des grandes forêts de Seine-Maritime, en Normandie. D'une superficie de 9 300 hectares, cette hêtraie, située dans le Petit Caux au nord-est du département et de la région, possède une histoire fortement liée à la famille d'Orléans.

## Description
Bande étroite de plus de 30 km de longueur sur 5 à 6 km de large, la forêt d'Eu recouvre la partie la plus orientale du plateau de craie qui sépare les cours de l'Yères et de la Bresle, au sud-est de la ville d'Eu. Cet espace s'étend de Saint-Pierre-en-Val, près d'Eu jusqu'aux environs d'Aumale et de Mortemer.
La forêt d'Eu est formée de plusieurs ensembles distincts. Immédiatement au sud-est d'Eu s'étend le Triage d'Eu (1 600 ha), forêt d'aspect délié recouvrant une petite croupe en bordure de la vallée de la Bresle et les versants de la vallée sèche d'Incheville. Plus au sud, la Haute Forêt d'Eu (3 500 ha), plus massive, recouvrant une croupe tabulaire d'environ 200 m d'altitude. À proximité d'Aumale, la Basse Forêt d'Eu (2 800 ha) occupe l'extrémité méridionale du plateau qui revêt un aspect plus tabulaire. Ces trois massifs sont séparés par des espaces cultivés assez vastes, autrefois boisés. Il convient d'ajouter quelques bois détachés (d'une superficie totale de (1 400 ha) : bois du Tôt, de Gomard, de Cuverville, de Saint-Martin-le-Gaillard, le long de l'Yères, bois de Guimerville, du Grand-Marché au sud-est de Blangy-sur-Bresle.
C'est une forêt naturellement constituée de feuillus, mais des résineux ont été plantés dans les « vides » de la forêt de 1900 à 1912, avant que cette politique ne soit étendue à d'autres forêts de Normandie (en conservant généralement un taux de 90 % de feuillus au moins). Le fonds forestier national a ensuite encore encouragé l'enrésinement des zones de taillis sous futaie et taillis simples des forêts privées (dans toute la France). 
Une des curiosités de la forêt d'Eu a longtemps été le Quesne à Leu (ou chêne aux loups), haut de 27 mètres et planté au XVIIe siècle ; toujours visible, il gît désormais à terre.

## Patrimoine naturel
La forêt d'Eu et les pelouses adjacentes sont un site Natura 2000.
La haute forêt d'Eu, les vallées de l'Yères et de la Bresle sont en zone naturelle d'intérêt écologique, faunistique et floristique.
La basse forêt d'Eu est en zone naturelle d'intérêt écologique, faunistique et floristique.

## Histoire, exploitation
L'histoire de cette forêt commence par l'abandon, à la fin du IIIe siècle de manière généralisée et au IVe siècle pour les restes d'occupation liés au démantèlement des monuments publics, de Briga, une ville romaine de plus de 65 ha construite sur le plateau de Beaumont au lieu-dit le Bois-l'Abbé. La présence de vestiges localisés sous le couvert forestier et fouilles menées depuis 2006 montrent que les étendues forestières actuellement visibles se sont développées à la fin de l'Antiquité ou au début du Moyen-Âge,.
En 1036, le comte Robert avait donné, aux religieux de l'abbaye Saint-Michel du Tréport, la dîme du panage de la forêt d'Eu et de tous les essarts de cette même forêt. Par une charte d'août 1282, Jean 1er de Brienne, comte d'Eu, sans doute à l'instigation de ses vicomtes, limite à 8 le nombre de porcs francs de panage, que les moines pourront avoir dans la forêt d'Eu, tout en leur maintenant la pâture franche pour toutes leurs bêtes dans la forêt.
Il semble que la forêt couvrait, jusqu'à l'an mil, tout le plateau séparant les vallées de l'Yères et de la Bresle ; de grands défrichements furent alors entrepris du XIe au XIIIe siècle. Ce fut l'époque d'une première fragmentation de la forêt par des champs cultivés qui divisent encore l'actuelle forêt d'Eu en trois massifs. Les défrichements se ralentirent au XIVe siècle avec le début de la guerre de Cent Ans, les invasions des troupes du roi d'Angleterre mettant un terme à la prospérité de la Normandie. Cet arrêt se poursuivit malgré le retour à la paix en raison du développement de l'exploitation régulière des bois. Les comtes d'Eu, propriétaires des lieux trouvaient davantage d'intérêt à vendre les arbres aux charbonniers, aux artisans du bois, aux verriers  que de mettre en culture des terres peu rémunératrices.
L'exploitation de la forêt contribua à l'implantation de nombreuses usines de verrerie aux alentours, en particulier dans la vallée de la Bresle. 
Après avoir appartenu aux ducs de Normandie, puis aux comtes d'Eu, la forêt fut confisquée à la Révolution mais elle fut restituée à son ancienne propriétaire en 1814 : Louise Marie Adélaïde de Bourbon, veuve de Philippe Égalité et mère de Louis-Philippe Ier, futur roi des Français. La forêt resta longtemps possession de la famille d'Orléans. En 1852, la forêt devint domanialisée avant d'être restituée, une nouvelle fois, à ses anciens propriétaires, en 1872.  
C'est à la suite de cette restitution que furent implantés les 28 poteaux en fonte qui parsèment  la forêt, pour marquer l'intersection des chemins. Le plus connu d'entre eux est le Poteau Maître Jean.  
Au début du XXe siècle, la forêt passe entre les mains d'une société civile fondée par des amis du duc d'Orléans pour éviter la mainmise de l'État. 
Finalement, après l'échec d'une acquisition amiable par l'Administration, l'expropriation est décidée par la loi du 13 août 1913, l'État (pour les 9/10èmes) et le département de Seine-Inférieure (pour le 10ème restant) en prenant possession définitivement le 15 août 1915.